# Rudgea malpighiacea
Rudgea malpighiacea är en måreväxtart som beskrevs av Paul Carpenter Standley. Rudgea malpighiacea ingår i släktet Rudgea och familjen måreväxter. Inga underarter finns listade i Catalogue of Life.